# Хеленистичка религија
Хеленистичка религија као концепт посљедњег облика старогрчке религије обухвата било који од различитих система вјеровања и обичаја народа који су живјели под утицајем старогрчке културе током хеленистичког периода и Римског царства (око 300. п. н. е. до 300. н. е.). У хеленистичкој религији било је много континуитета: народ је наставио да обожава грчка божанства и да спроводи исте обреде као у класичној Грчкој.
Промјена је настала додавањем нових религија из других земаља, укључујући египатска божанства Изида и Сепарис, сиријска божанстава Атаргатис и Хадад, што је пружило нови излаз за људи који су тражили испуњење и у садашњем и загробном животу. Обожавање обожених хеченистичких владара постало је једна од каратектеристика овог периода, нарочито у Египту, гдје Птолемејиди прилагодили раније египатске обичаје и грчки култ хероја и успоставили се као фараони у оквиру новог синкретичког птолемејског култа Александра III Македонског. На другим мјестима, владари би могли да добију божански статус без постизања пуног статуса божанства.
Многи су се бавили магијом, али и то је представљало наставак из ранијих времена. Широм хеленистичког свијета људи су се консултовали са пророчиштима и користили амајлије и фигурице да одврате несрећу или да баце чини. Комплексни систем хеленистичке астрологије развијен је у овом периоду, настојећи да одреди карактер и будућност особе у кретању сунца, мјесеца и планета. Системи хеленистичке филозофије, као што су стоицизам и епикурејство, нудили су секуларну алтернативу традиционалној религији, чак и ако је њихов утицај био углавном ограничен на образоване елите.

## Религија класичне Грчке
Средиште грчке религије у класична времена било је дванаест олимпских божанстава предвођених Зевсом. Свако божанство је било почаствовано каменим храмовима и статуама, као и светилиштима, која су, иако су била посвећена одређеном божанству, често садржала статуе посвјећене другим божанствима. Градови-државе би спроводиле различите фестивале и ритуале током цијеле године, са посебним нагласмо на божанству заштитнику града, као што је Атина у Атини или Аполон у Коринту.
Религијски обичаји би такође укључивали обожавање хероја, људи који су сматрали полубожанским. Такви хероји су се кретали од митских личности у Хомеровим еповима до историјских људи као што су оснивачи градова. На локалном нивоу, крајолик је био испуњен светим мјестима и споменицима; нпр. многе статуе нимфи пронађене су у близини и око извора, а стилизоване Хермесове фигуре често су се могле наћи на угловима улица.
Магија је била средишњи дио грчке религије и пророчишта су омогућавала људима да одреде божанску вољу у шуштању лишћа; облик пламена и дима на олтару; лет птица; бука коју су стварали извори; или у утроби животиња. Такође, одавно су успостављене Елефсинске мистерије, повезане са Деметром и Персефоном.
Након освајања Александра Македонског, грчка култура се распространила и ступила у много ближи контакт са цивилизацијама Блиског истока и Египтом. Најзначајније промјене у утицају на грчку религију биле су увоз страних божанстава и развој нових филозофских система. Старија истраживања хеленистичке религије имале су тенденцију да описују еру као доба религиозног опадања, уочавања пораста скептицизма, агностицизма и атеизма, као и пораст сујевјерја, мистицизма и астрологије.
Међутим, нема разлога да се претпостави да је дошло до опадања традиционалне религије. Постоји много документованих доказа према којима су Грци наставили да обожавају иста божанства уз исте жртве, посвете и празнике као у класичном периоду. Нове религије су се појавиле у овом периоду, али не искључујући мјесна божанства, а веома мали број Грка им је пришао.

### Нове религије
Египатска религија која слиједи Изиду била је најпознатија од нових религија. Религију су у Грчку донијели египатски свештеници, у почетку за мале египатске заједнице у лучким градовима грчког свијета. Иако је египатска религија нашла пут до малог броја Грка, њена популарност се проширила под Римским царством, а Диодор са Сицилије је писао да је та религија била позната у готово цијелом познатом свијету.
Готово једнак је био култ Сераписа, египатског божанства упркос грчком имену, који је настао и Египту под Птолемејидима. Грци који су населили Египат били су под покровитељством Сераписа. Ова религија је укључивала обреде иницијације попут Елефсинских мистерија. Страбон је писао о Серапеуму у Канопусу код Александрије, наводећи да је био под покровитељством најугледнијих људи.
Популарна је била и религија Атаргатиса (сродна са вавилонском и асирском Инаном и феничанском Балатом Гебалом), божанства плодности и мора из Сирије. До 3. вијека п. н. е. њено обожавање се проширило из Сирије у Египат и Грчку, и на крају стигло до Италије и Запада. Религија која слиједи Кибелу (или Велику Мајку) дошла је из Фригије у Грчку, а затим у Египат и Италију, гдје је Римски сенат 204. п. н. е. дозволио њено обожавање.
Још једна мистериозна религија била је фокусирана на Диониса. Иако ријетка у континенталној Грчкој, била је уобичајена на острвима и Малој Азији. Сљедбеници су били познати као бахатнице, а обреди су имали оргијастички карактер. С овим је био повезан Антиној, који је био синкретизован са Озирисом, Дионисом и другим божанствима.
Ове новоуведене религије и божанства имали су само ограничен утицај унутар саме Грчке; главни изузетак био је Делос, који је био главна лука и трговачки центар. Острво је било свето као родно мјесто Аполона и Артемиде, а до 2. вијека п. н. е. био је и дом изворних грчких религија које су поштовале Зевса, Атину, Диониса, Хермеса, Пана и Асклепија. Међутим, постојали су и култна средишта за египатска божанства Сараписа и Изиде, као и сиријска божанства Атаргатиса и Хадада. До 1. вијека п. н. е, постојале су додатне религије које су пратиле Бала и Астартату, јудаизам и Римљане који су поштовали божанства из римске религије као што су Аполон и Нептун.

### Култови владара
Друга новина у хеленистичком периоду била је институција култова посвјећених владарима хеленистичких краљевина. Први од њих је успостављен под Александром Македонским, кога су освајање Ахемединског царства, моћ и статус уздигли до степена који је захтијевао посебно признање. Његови насљедници су га наставили обожавати до те тачке, да је у Египту под Птолемејем I Сотером поштован као божанство. Птолемеј II Филаделф прогласио је свог оца божанство, а себе живим божанством.
Чинећи то, Птолемеји су прилагођавали раније египатске идеје фараонском обожавању. На другим мјестима пракса је била разнолика; владар може добити статус божанства без пуног статуса бога, као што се догодило у Атини 307. п. н. е, када су Антигон I Монофталмос и Деметрије I Полиоркет добити почаст као спасиоци због ослобођења града, а као посљедица рога, подигнут је олтар; успостављен је годишњи фестивал и уведено звање „Свештеник спаситељ”. Храмови посвећени владарима били су ријетки, али су њихове статуе често дизане у другим храмовима, а краљеви би се обожавали као „богови који дијеле исти храм”.

### Астрологија и магија
Постоји много доказа о употреби сујевјерја и магије у овом периоду. Оракуларна светилишта и даље су била популарна. Такође, постоје многи докази о употреби амајлија и клетви. Симболи би се постављали на врата кућа да би донијели срећу укућанима или одвратили несрећу од укућана.
Амајлије, често резане у драгом или полудрагом камену, имали за заштитну моћ. Фигурице, направљене од бронзе, олова или теракоте, биле су пробушене иглама или ексерима и коришћене су за бацање чини. За клетве су кориштене плоче клетви направљене од мермера или метала (нарочито олова).
Астрологија — вјеровање да звијезде и планете утичу на нечију будућност — настала је у Вавилонији, гдје је првобитно кориштена само за будућност или владара или државе. Грци су је хеленистичкој ери разрадили у фанстастично сложен систем познат у каснијим временима. Интересовање за астрологију је брзо расло од 1. вијека п. н. е. па надаље.

### Филозофија
Алтернативу традиционалној религији понудила је хеленистичка филозофија. Једна од грани филозофија био је стоицизам, који је учио да живот треба живјети према рационалном поретку за који су стоици вјеровали да управља свемиром; људска бића су морала да прихвате своју судбину као складну са божјом вољом, а врлинска дјела треба да се врше због сопствене вриједности. Друга филозофија био је епикурејизам, који је учио да је свемир подложан насумичним кретањима атима и да живот треба живјели да би се постигло психолошко задовољство и одсуство била. Друге филозофије укључивале су пиронизам, који је учио како да се постигне унутрашњи мир путем суспензије предрасуда; кинизам, који је издржавао презир према конвенција и материјалним стварима; платонисти, који су слиједили Платоново учење; и перипатетици, који су слиједили Аристотела. Све ове филозофије, у већој или мањој мјери, настојале су да прилагоде традиционалну грчку религију, али су филозофи и они који су студирали под њима остали мала одабрана група, ограничена углавном на образовану елиту.

## Хеленистички јудаизам
Хеленистички јудаизам је био облик старовјековног јудаизма који је комбиновао јеврејску религијску традицију са елементима грчке културе. До пада Западног римског царства и византијских, сасанидских и арапских освајања источног и западног Средоземља, главна средишта хеленистичког јудаизма били Александрија и Антиохија, два главна грчка урбана насеља на подручју Блиског истока и сјеверне Африке, оба основана крајем 4. вијека п. н. е. током освајања Александра Македонског. Хеленистички јудаизам је такође постојао у Јерусалиму током Другог храма, гдје је дошло до сукоба хеленизатора и традиционалиста (понекад називани јудаизатори).
Главни књижевни производ додира јудаизма Другог храма и старогрчке религије је превод Септуагинте хебрејске Библије са библијског хебрејског и библијског арамејског на коине грчки, тачније јеврејски коине грчки. Поменути су и филозофи и етички трактати Филона и историографска дјела других хеленистичких јеврејски аутора.
Пропаст хеленистичког јудаизма почела је у 2. вијеку н. е, а узроци још увијек није у потпуности схваћени. Могуће је да је на крају маргинализован, дјелимично апсорбован или је прогресивно постао језгро раног хришћанства које говори коине грчки, усресдређено на Антиохију и њене традиције, као што су Антиохијска патријаршија и Мелкитска црква.